# بيكمين
بيكمين (بالإنجليزية: Pikmin) (باليابانية: ピクミン
) هي سلسلة ألعاب فيديو، تُصنّف ضمن ألعاب الاستراتيجية اللحظية والألغاز، ابتكرها شيغيرو مياموتو، وتصدرها شركة نينتندو. فكرة هذه الألعاب هي توجيه حشد من مخلوقات شبيهة بالنباتات، تُدعى «بيكمين»، إلى جمع مواد من خلال تحطيم العوائق، واجتناب الأذى، ومحاربة كائنات يمكنها إيذاء الشخصية التي يتحكم فيها اللاعب أو البيكمين.
تتضمن سلسلة بيكمين أربعة إصدارات رئيسية واثنين فرعيين. صدر جزءها الأول، «بيكمين» عام 2001، والثاني، «بيكمين 2»، عام 2004، وكان كلاهما معدًا للعمل على جهاز نينتندو غيم كيوب ثم أُحمِلا إلى جهاز وي ضمن سلسلة ألعاب نيو بلاي كونترول! في عامي 2008 و2009. وقد أعيد إصدار جزءها الثاني في سلسلة منتقاة من الألعاب كان اسمها مختارات نينتندو عام 2012، ثم صدرت نسخة محسّنة من كلا الجزءين لجهاز نينتندو سويتش عام 2023 في باقة كان اسمها «بيكمين 1+2». 
أما الجزء الثالث، «بيكمين 3»، فقد صدر عام 2013 على جهاز وي يو، ثم أُحمِل إصدار محسن منه، كان اسمه «بيكمين 3 ديلوكس»، إلى نينتندو سويتش عام 2020. وجاءت أول لعبة محمولة في السلسلة عام 2017، على جهاز نينتندو 3دي إس، وكان اسمها «هاي بيكمين». أما جزءها الرابع «بيكمين 4» فقد صدر عام 2023 على نينتندو سويتش. وصدرت لعبة محمولة مشتقة من السلسلة الأصلية، كان اسمها «بيكمين بلوم»، عام 2021 على نظامي آي أو إس وأندرويد، ثم صدرت لعبة محمولة أخرى، ذات واقع معزز، معتمدة على المتصفح، اسمها «بيكمين فايندر» عام 2023.